# Presidente Dutra (Bahia)
Presidente Dutra is een gemeente in de Braziliaanse deelstaat Bahia. De gemeente telt 14.306 inwoners (schatting 2009).

## Aangrenzende gemeenten
De gemeente grenst aan Central, Ibititá, Irecê, Lapão en Uibaí.